# Walery Henryk Kamionko
Walery Henryk Kamionko (ur. 14 lutego 1767, zm. 26 sierpnia 1840) – duchowny katolicki, wyświęcony na księdza w 1789, w 1815 mianowany biskupem pomocniczym mohylewskim i biskupem tytularnym Abdery, konsekrowany na biskupa w 1817.
Pochowany na cmentarzu katolickim w Mohylewie. W 2016 roku istniał jego nagrobek. 
Bibliografia
- P. Nitecki, Biskupi Kościoła w Polsce w latach 965-1999. Słownik biograficzny, Warszawa 2000